# Phil Lester
Philip "Phil" Michael Lester, född den 30 januari 1987, är en engelsk youtuber och radiopersonlighet från Rawtenstall, Lancashire. Han är mest känd för sin Youtubekanal AmazingPhil som har över fyra miljoner prenumeranter och över 400 miljoner videovisningar. Han bor i London tillsammans med Dan Howell. De två gör ofta videor tillsammans och har en gemensam Youtubekanal som heter DanAndPhilGAMES. På BBC Radio 1 presenterade de den prisvinnande radioshowen Dan and Phil från januari 2013 till augusti 2014 och sedan september 2014 leder de The Internet Takeover.

## Karriär

### Youtube
Phil Lester har laddat upp videor på Youtube sedan 2006. Hans Youtubekanal AmazingPhil  har över 4 miljoner prenumeranter.

### Younow
Som del av sin Youtubekarriär livestreamar Lester sedan 2012 varje söndag på streamingwebbsajten Younow för att hålla sina prenumeranter uppdaterade om vad han har för sig.

### BBC Radio 1
2011 blev Phil Lester tillfrågad om han ville vara med i en livesänd talangtävling för BBC Radio 1. Han och Dan Howell ställde tillsammans upp och så många av deras fans ville se på sändningen att BBC:s hemsida kraschade. Efter det fick duon erbjudandet att sända en tvåtimmars julshow på juldagen det året.
Under 2012 samarbetade Lester och Howell med BBC vid ett flertal tillfällen. De skapade bland annat en dokumentär om internetdejting, spelade in fyra videor bakom kulisserna på BBC Fringe Festival i Edinburgh och intervjuade kändisar vid BBC Teen Awards. De upprepade också sin succé med julshowen från föregående år och blev ombedda att skapa ett pilotavsnitt till en egen radioshow.
Från och med januari 2013 tog duon över The Request Show. Det nya programmet gick under namnet Dan and Phil, sändes varje söndag två timmar åt gången och skapades för att vara väldigt interaktivt med lyssnarna. Förutom att sändas på radio streamades programmet också live som både ljud och film på internet. Fyra månader efter programstarten fick programmet utmärkelsen Sony Golden Headphones. Programmets sista avsnitt sändes den 24 augusti 2014, varefter Lester och Howell förflyttades till måndagsprogrammet The Internet Takeover som fortfarande pågår.
Förutom sina egna radioprogram har Lester och Howell också gjort annat för BBC, som deras årliga närvaro vid BBC Big Weekend, BBC Teen Awards och Reading Festival.

### Tv och film
2008 spelade Phil karaktären Tim i den brittiska filmen Faintheart
2013 åkte Phil Lester tillsammans med Dan Howell till New York för att spela in videor för amerikanska digital-tv-kanalen Fuse.
2014 och 2015 presenterade duon tillsammans bakom kulisserna på Brit Awards.
2015 fick Lester och Howell röstskådespela de två birollerna Male Technician 1 & 2 i den brittiska versionen av Disneys Big Hero 6.

### The Amazing Book Is Not On Fire och The Amazing Tour Is Not On Fire
25 mars 2015 gav Dan och Phil tillkänna att de skrivit en bok vid namn The Amazing Book Is Not On Fire (TABINOF). Boken publicerades av Ebury Press och gavs ut den 8 oktober 2015 i Storbritannien och 13 oktober i resten av världen. Redan första veckan sålde boken i 26 744 upplagor, vilket innebar en andraplats på The Official UK Top 50 för böcker, och en förstaplats för icke-skönlitterära böcker. TABINOF är den näst bäst säljande YouTube-boken under sin första vecka efter Zoellas bok Girl Online.
I samband med sitt boksläpp åkte paret ut på turné i Storbritannien i oktober och november 2015. Turnén kallas The Amazing Tour Is Not On Fire (TATINOF) och är en en och en halv timme lång teatralisk scenshow bestående av både fasta komedisketcher och improviserade delar som ändras varje föreställning efter publikens önskemål. Turnén fortsatte under 2016 i USA, Australien, Berlin, Dublin och Stockholm. Den sista showen var den 6 december i Cirkusteatern i Stockholm.

### Dan and Phil go outside
Den 3 november 2016 släpptes även en bok med bilder och historier från deras turné runt om i världen.